# Gaylord Perry
Pour les articles homonymes, voir Perry.
Gaylord Perry, né le 15 septembre 1938 à Williamston (Caroline du Nord) et mort le 1er décembre 2022 à Gaffney (Caroline du Sud), est un lanceur américain de la Ligue majeure de baseball. 
Il a gagné 314 parties en 22 saisons avec 8 équipes différentes. Il fut le premier lanceur à gagner le trophée Cy Young dans la Ligue américaine et nationale. Le 6 mai 1982 il a gagné sa 300e partie contre les Yankees de New York. En 1991 il fut élu au Temple de la renommée du baseball.

## Carrière
Gaylord Perry a commencé sa carrière avec les Giants de San Francisco où il a passé 10 saisons - 134 victoires pour 190 défaites. Après 1971, Perry a joué pour 7 équipes différentes en 12 saisons. Le 17 septembre 1968, Perry a lancé un no-hitter contre les Cardinals de Saint-Louis, battant leur lanceur Bob Gibson 1 point à 0. Le lendemain, Ray Washburn des Cardinals a lancé un no-hitter contre les Giants. Le 20 juillet 1969 Perry a frappé le premier coup de circuit de sa carrière. Il en a frappé 6 pendant toute sa carrière. Le 6 mai 1982 il a gagné sa 300e partie, et fut le premier à le faire depuis Early Wynn en 1963. En 1983 il a dépassé le total de Walter Johnson pour être classé 3e pour les retraits sur les prises en carrière.
À la fin de sa carrière, il avait été élu 5 fois à l'équipe des étoiles et avait gagné deux fois le trophée Cy Young. Il est actuellement classé 17e pour les victoires, 6e pour les défaites et 8e pour les retraits sur les prises.

## Accusations
Gaylord Perry fut exclu d'un match après avoir modifié la balle. À la fin de sa carrière, il a avoué qu'il modifiait souvent la balle.